# Manchester United F.C. w sezonie 2011/2012
Sezon 2011/12 jest dla Manchesteru United 20 sezonem w Premier League, i 37 sezonem z rzędu w najwyższej klasie rozgrywkowej w Anglii.
United rozpoczął sezon od wygranej w meczu o Tarczę Wspólnoty z Manchesterem City 7 sierpnia na Wembley.
W Premier League przystąpił do obrony tytułu lecz ta sztuka mu się nie udała, bowiem The Citizens wyprzedzili Czerwone Diabły dzięki lepszemu bilansowi bramek.
W rozgrywkach europejskich, United wystartowało po raz 16 z rzędu w Lidze Mistrzów, lecz niespodziewanie odpadł po raz pierwszy od 6 lat w fazie grupowej. Za zajęcie 3 miejsca w grupie awansował do Ligi Europejskiej. Rozgrywki rozpoczęli o 1/16 finału. Po słabej grze odpadli w 1/8 finału z Athletic Bilbao, zaliczając dwie porażki.
W Pucharze Ligi „Czerwone Diabły” zostały wyeliminowane w piątej rundzie (ćwierćfinale) przez Crystal Palace 30 listopada 2011.
W Pucharze Anglii odpadł w czwartej rundzie w której przegrał z Liverpoolem. W trzeciej rundzie pokonał Manchester City, w tym meczu z emerytury powrócił Paul Scholes.
W tym sezonie 25-lecie pracy na stanowisku managera Manchesteru United obchodził Alex Ferguson.

## Stroje
| domowy | wyjazdowy | trzeci strój |

## Mecze

### Przedsezonowe i towarzyskie
| Szczegóły meczu                                     | Wynik                                                                                        | Wynik | Wynik                                                                       | Skład |
| --------------------------------------------------- | -------------------------------------------------------------------------------------------- | --- | --------------------------------------------------------------------------- | --- |
| 14 lipca 2011, 02:00 Gillette Stadium 51 523 widzów | New England Revolution                                                                       | 1 - 4 | Manchester United                                                           | Lindegaard, Rafael, Evans, Vidić (46' Ferdinand), Fábio, Nani (67' Giggs), Carrick (75' Park), Anderson (75' Diouf), Young (67' Obertan), Berbatov (46' Macheda), Rooney (46' Owen)                                                          |
| 14 lipca 2011, 02:00 Gillette Stadium 51 523 widzów | 56' Abdoulie Mansally                                                                        | | Michael Owen 50' Federico Macheda 53' Federico Macheda 61' Park Ji-sung 80' | Lindegaard, Rafael, Evans, Vidić (46' Ferdinand), Fábio, Nani (67' Giggs), Carrick (75' Park), Anderson (75' Diouf), Young (67' Obertan), Berbatov (46' Macheda), Rooney (46' Owen)                                                          |
| 21 lipca 2011, 04:00 Qwest Field 67 052 widzów      | Seattle Sounders                                                                             | 0 - 7 | Manchester United                                                           | Lindegaard (46' Amos), Rafael, Ferdinand, Vidić (56' Evans), Evra (56' Fábio), Nani (56' Obertan), Giggs (46' Park), Anderson, Young (64' Carrick), Macheda (46' Diouf), Owen (46' Rooney)                                                   |
| 21 lipca 2011, 04:00 Qwest Field 67 052 widzów      |                                                                                              | Michael Owen 15' Mame Biram Diouf 49' Wayne Rooney 52' 59' Park Ji-sung 71' Wayne Rooney 72' Gabriel Obertan 88' |                                                                             | Lindegaard (46' Amos), Rafael, Ferdinand, Vidić (56' Evans), Evra (56' Fábio), Nani (56' Obertan), Giggs (46' Park), Anderson, Young (64' Carrick), Macheda (46' Diouf), Owen (46' Rooney)                                                   |
| 23 lipca 2011, 23:00 Soldier Field 61 308 widzów    | Chicago Fire                                                                                 | 1 - 3 | Manchester United                                                           | De Gea, Fábio (46' Evans), Jones (75' Vidić), Smalling (75' Rafael), Evra (56' Ferdinand), Obertan (56' Nani), Cleverley (46' Giggs), Carrick (46' Anderson), Welbeck (56' Macheda), Berbatov (46' Rooney), Diouf (46' Park)                 |
| 23 lipca 2011, 23:00 Soldier Field 61 308 widzów    | 13' Cory Gibbs                                                                               | | Wayne Rooney 66' Rafael da Silva 75' Nani 83'                               | De Gea, Fábio (46' Evans), Jones (75' Vidić), Smalling (75' Rafael), Evra (56' Ferdinand), Obertan (56' Nani), Cleverley (46' Giggs), Carrick (46' Anderson), Welbeck (56' Macheda), Berbatov (46' Rooney), Diouf (46' Park)                 |
| 28 lipca 2011, 03:00 Red Bull Arena 26 760 widzów   | MLS All-Stars                                                                                | 0 - 4 | Manchester United                                                           | Lindegaard (46' Amos), Jones, Vidić (72' Fábio), Ferdinand (60' Smalling), Evra, Park (60' Nani), Carrick (60' Cleverley), Anderson (72' Diouf), Young (60' Welbeck), Berbatov (60' Owen), Rooney (60' Macheda)                              |
| 28 lipca 2011, 03:00 Red Bull Arena 26 760 widzów   |                                                                                              | Anderson 20' Park Ji-sung 45' Dimityr Berbatov 53' Danny Welbeck 68'                                             |                                                                             | Lindegaard (46' Amos), Jones, Vidić (72' Fábio), Ferdinand (60' Smalling), Evra, Park (60' Nani), Carrick (60' Cleverley), Anderson (72' Diouf), Young (60' Welbeck), Berbatov (60' Owen), Rooney (60' Macheda)                              |
| 31 lipca 2011, 01:00 FedEx Field 81 807 widzów      | FC Barcelona                                                                                 | 1 - 2 | Manchester United                                                           | De Gea, Rafael (17' Fábio), Vidić (77' Jones), Evans, Evra (46' Smalling), Nani, Cleverley, Anderson (46' Giggs), Young (62' Obertan), Rooney (46' Owen), Welbeck (77' Diouf)                                                                |
| 31 lipca 2011, 01:00 FedEx Field 81 807 widzów      | 70' Thiago Alcântara                                                                         | | Nani 22' Michael Owen 76'                                                   | De Gea, Rafael (17' Fábio), Vidić (77' Jones), Evans, Evra (46' Smalling), Nani, Cleverley, Anderson (46' Giggs), Young (62' Obertan), Rooney (46' Owen), Welbeck (77' Diouf)                                                                |
| 05 sierpnia 2011, 20:30 Old Trafford 74 731 widzów  | Manchester United                                                                            | 6 - 0 | New York Cosmos                                                             | De Gea (46' Lindegaard), Rafael (46' Smalling), Ferdinand (46' Evans), Vidić (46' Jones), Evra (46' Fábio), Nani (62' Diouf), Scholes (75' Pogba), Giggs (46' Anderson), Young (62' Cleverley), Berbatov (46' Welbeck), Rooney (62' Macheda) |
| 05 sierpnia 2011, 20:30 Old Trafford 74 731 widzów  | 9' Paul Scholes 28'(k.) Wayne Rooney 50' Anderson 59' Danny Welbeck 68' 74' Mame Biram Diouf | |                                                                             | De Gea (46' Lindegaard), Rafael (46' Smalling), Ferdinand (46' Evans), Vidić (46' Jones), Evra (46' Fábio), Nani (62' Diouf), Scholes (75' Pogba), Giggs (46' Anderson), Young (62' Cleverley), Berbatov (46' Welbeck), Rooney (62' Macheda) |
| 15 maja 2011, 20:30 Windsor Park 14 098 widzów      | Irish League XI                                                                              | 1 - 4 | Manchester United                                                           | Lindegaard (61' Amos), Jones, Evans, Ferdinand (46' Giverin), Evra (46' Young), Valencia (72' Fornasier), Park, Cleverley, Nani (72' Giggs), Owen (61' Rooney), Berbatov (72' Scholes)                                                       |
| 15 maja 2011, 20:30 Windsor Park 14 098 widzów      | 28' Damian Scannell                                                                          | | Patrice Evra 20' Ashley Young 58' Wayne Rooney 64'(k.) Ashley Young 87'     | Lindegaard (61' Amos), Jones, Evans, Ferdinand (46' Giverin), Evra (46' Young), Valencia (72' Fornasier), Park, Cleverley, Nani (72' Giggs), Owen (61' Rooney), Berbatov (72' Scholes)                                                       |

### Tarcza Wspólnoty
| Szczegóły meczu                               | Wynik                                  | Wynik | Wynik                             | Skład |
| --------------------------------------------- | -------------------------------------- | ----- | --------------------------------- | --- |
| 07 sierpnia 2011, 15:30 Wembley 77 169 widzów | Manchester United                      | 3 - 2 | Manchester City                   | De Gea, Smalling, Ferdinand (46' Jones), Vidić (46' Evans), Evra (72' Rafael), Nani, Carrick (46' Cleverley), Anderson, Young, Rooney, Welbeck (89' Berbatov), |
| 07 sierpnia 2011, 15:30 Wembley 77 169 widzów | 52' Chris Smalling 58' Nani 90+3' Nani |       | Joleon Lescott 38' Edin Džeko 45' | De Gea, Smalling, Ferdinand (46' Jones), Vidić (46' Evans), Evra (72' Rafael), Nani, Carrick (46' Cleverley), Anderson, Young, Rooney, Welbeck (89' Berbatov), |

### Premier League
| Szczegóły meczu                                         | Wynik | Wynik                                                                          | Wynik                                                                                     | Skład |
| ------------------------------------------------------- | --- | ------------------------------------------------------------------------------ | ----------------------------------------------------------------------------------------- | --- |
| 14 sierpnia 2011, 17:00 The Hawthorns 25 360 widzów     | West Bromwich Albion | 1 - 2                                                                          | Manchester United                                                                         | De Gea, Smalling, Ferdinand (76' Jones), Vidić (52' Evans), Fábio, Nani, Cleverley, Anderson, Young, Rooney, Welbeck (66' Berbatov),       |
| 14 sierpnia 2011, 17:00 The Hawthorns 25 360 widzów     | 37' Shane Long |                                                                                | Wayne Rooney 13' Steven Reid 81'(sam.)                                                    | De Gea, Smalling, Ferdinand (76' Jones), Vidić (52' Evans), Fábio, Nani, Cleverley, Anderson, Young, Rooney, Welbeck (66' Berbatov),       |
| 22 sierpnia 2011, 21:00 Old Trafford 75 498 widzów      | Manchester United | 3 - 0                                                                          | Tottenham Hotspur                                                                         | De Gea, Smalling, Evans, Jones, Evra, Nani, Cleverley (81' Giggs), Anderson, Young (81' Park), Welbeck (81' Hernández), Rooney             |
| 22 sierpnia 2011, 21:00 Old Trafford 75 498 widzów      | 61' Danny Welbeck 76' Anderson 87'Wayne Rooney                                                                            |                                                                                |                                                                                           | De Gea, Smalling, Evans, Jones, Evra, Nani, Cleverley (81' Giggs), Anderson, Young (81' Park), Welbeck (81' Hernández), Rooney             |
| 28 sierpnia 2011, 17:00 Old Trafford 75 448 widzów      | Manchester United | 8 - 2                                                                          | Arsenal                                                                                   | De Gea, Smalling, Evans, Jones, Evra, Nani (68' Park), Cleverley, Anderson (68' Giggs), Young, Welbeck (35' Hernández), Rooney             |
| 28 sierpnia 2011, 17:00 Old Trafford 75 448 widzów      | 22' Danny Welbeck 29' Ashley Young 43' 65' Wayne Rooney 67' Nani 70' Park Ji-sung 81'(k.) Wayne Rooney 90+1' Ashley Young |                                                                                | Theo Walcott 45' Robin van Persie 74'                                                     | De Gea, Smalling, Evans, Jones, Evra, Nani (68' Park), Cleverley, Anderson (68' Giggs), Young, Welbeck (35' Hernández), Rooney             |
| 10 września 2010, 18:30 Reebok Stadium 25 944 widzów    | Bolton Wanderers | 0 - 5                                                                          | Manchester United                                                                         | De Gea, Jones, Ferdinand, Evans (62' Smalling), Evra, Nani, Cleverley (8' Carrick), Anderson, Young (61' Giggs), Rooney, Hernández         |
| 10 września 2010, 18:30 Reebok Stadium 25 944 widzów    | | Javier Hernández 5' Wayne Rooney 20' 25' Javier Hernández 58' Wayne Rooney 68' |                                                                                           | De Gea, Jones, Ferdinand, Evans (62' Smalling), Evra, Nani, Cleverley (8' Carrick), Anderson, Young (61' Giggs), Rooney, Hernández         |
| 18 września 2011, 17:00 Old Trafford 75 455 widzów      | Manchester United | 3 - 1                                                                          | Chelsea                                                                                   | De Gea, Smalling (62' Valencia), Jones, Evans, Evra, Nani, Fletcher, Anderson (62' Carrick), Young, Rooney, Hernández (79' Berbatov)       |
| 18 września 2011, 17:00 Old Trafford 75 455 widzów      | 8' Chris Smalling 37' Nani 45' Wayne Rooney                                                                               |                                                                                | Fernando Torres 46'                                                                       | De Gea, Smalling (62' Valencia), Jones, Evans, Evra, Nani, Fletcher, Anderson (62' Carrick), Young, Rooney, Hernández (79' Berbatov)       |
| 24 września 2011, 18:30 Britannia Stadium 27 582 widzów | Stoke City | 1 - 1                                                                          | Manchester United                                                                         | De Gea, Valencia, Ferdinand, Jones, Evra, Nani, Fletcher, Anderson, Young (70' Giggs), Berbatov (70' Welbeck), Hernández (11' Owen)        |
| 24 września 2011, 18:30 Britannia Stadium 27 582 widzów | 52' Peter Crouch |                                                                                | Nani 27'                                                                                  | De Gea, Valencia, Ferdinand, Jones, Evra, Nani, Fletcher, Anderson, Young (70' Giggs), Berbatov (70' Welbeck), Hernández (11' Owen)        |
| 01 października 2011, 16:00 Old Trafford 75 514 widzów  | Manchester United | 2 - 0                                                                          | Norwich City                                                                              | Lindegaard, Valencia, Jones, Evans, Evra, Park, Fletcher, Anderson (76' Ferdinand), Nani (64' Giggs), Rooney, Hernández (64' Welbeck)      |
| 01 października 2011, 16:00 Old Trafford 75 514 widzów  | 68' Anderson 87' Danny Welbeck                                                                                            |                                                                                |                                                                                           | Lindegaard, Valencia, Jones, Evans, Evra, Park, Fletcher, Anderson (76' Ferdinand), Nani (64' Giggs), Rooney, Hernández (64' Welbeck)      |
| 15 października 2011, 13:45 Anfield Road 45 065 widzów  | Liverpool | 1 - 1                                                                          | Manchester United                                                                         | De Gea, Smalling, Ferdinand, Evans, Evra, Young (69' Nani), Jones (76' Hernández), Fletcher, Park (69' Rooney), Giggs, Welbeck             |
| 15 października 2011, 13:45 Anfield Road 45 065 widzów  | 68' Steven Gerrard |                                                                                | Javier Hernández 81'                                                                      | De Gea, Smalling, Ferdinand, Evans, Evra, Young (69' Nani), Jones (76' Hernández), Fletcher, Park (69' Rooney), Giggs, Welbeck             |
| 23 października 2011, 14:30 Old Trafford 75 487 widzów  | Manchester United | 1 - 6                                                                          | Manchester City                                                                           | De Gea, Smalling, Ferdinand, Evans, Evra, Nani (66' Hernández), Fletcher, Anderson (66' Jones), Young, Rooney, Welbeck                     |
| 23 października 2011, 14:30 Old Trafford 75 487 widzów  | 81' Darren Fletcher |                                                                                | Mario Balotelli 22' 60' Sergio Agüero 68' Edin Džeko 89' David Silva 90' Edin Džeko 90+2' | De Gea, Smalling, Ferdinand, Evans, Evra, Nani (66' Hernández), Fletcher, Anderson (66' Jones), Young, Rooney, Welbeck                     |
| 29 października 2011, 13:00 Goodison Park 35 494 widzów | Everton | 0 - 1                                                                          | Manchester United                                                                         | De Gea, Jones, Vidić, Evans, Evra, Park, Fletcher, Cleverley (56' Nani), Welbeck (73' Valencia), Rooney, Hernández (66' Berbatov)          |
| 29 października 2011, 13:00 Goodison Park 35 494 widzów | | Javier Hernández 19'                                                           |                                                                                           | De Gea, Jones, Vidić, Evans, Evra, Park, Fletcher, Cleverley (56' Nani), Welbeck (73' Valencia), Rooney, Hernández (66' Berbatov)          |
| 05 listopada 2011, 16:00 Old Trafford 75 570 widzów     | Manchester United | 1 - 0                                                                          | Sunderland                                                                                | Lindegaard, Jones, Ferdinand, Vidić, Evra, Nani, Fletcher (90' Fábio), Rooney, Park (83' Carrick), Welbeck (73' Berbatov), Hernández       |
| 05 listopada 2011, 16:00 Old Trafford 75 570 widzów     | 45'(sam.) Wes Brown |                                                                                |                                                                                           | Lindegaard, Jones, Ferdinand, Vidić, Evra, Nani, Fletcher (90' Fábio), Rooney, Park (83' Carrick), Welbeck (73' Berbatov), Hernández       |
| 19 listopada 2011, 18:30 Liberty Stadium 20 295 widzów  | Swansea City | 0 - 1                                                                          | Manchester United                                                                         | De Gea, Jones, Ferdinand, Vidić, Evra (52' Fábio), Nani, Carrick, Park, Giggs (76' Fletcher), Rooney, Hernández (84' Valencia)             |
| 19 listopada 2011, 18:30 Liberty Stadium 20 295 widzów  | 10' Javier Hernández |                                                                                |                                                                                           | De Gea, Jones, Ferdinand, Vidić, Evra (52' Fábio), Nani, Carrick, Park, Giggs (76' Fletcher), Rooney, Hernández (84' Valencia)             |
| 26 listopada 2011, 16:00 Old Trafford 75 594 widzów     | Manchester United | 1 - 1                                                                          | Newcastle United                                                                          | De Gea, Fábio (94' Smalling), Vidić, Ferdinand, Evra (88' Macheda), Nani, Carrick, Giggs, Young, Rooney, Hernández                         |
| 26 listopada 2011, 16:00 Old Trafford 75 594 widzów     | 49' Hernández |                                                                                | Demba Ba 63'(k.)                                                                          | De Gea, Fábio (94' Smalling), Vidić, Ferdinand, Evra (88' Macheda), Nani, Carrick, Giggs, Young, Rooney, Hernández                         |
| 03 grudnia 2011, 18:30 Villa Park 40 053 widzów         | Aston Villa | 0 - 1                                                                          | Manchester United                                                                         | Lindegaard, Smalling, Vidić, Ferdinand (64' Giggs), Evra, Nani, Carrick, Jones, Young (79' Welbeck), Rooney, Hernández (12' Valencia)      |
| 03 grudnia 2011, 18:30 Villa Park 40 053 widzów         | | Phil Jones 20'                                                                 |                                                                                           | Lindegaard, Smalling, Vidić, Ferdinand (64' Giggs), Evra, Nani, Carrick, Jones, Young (79' Welbeck), Rooney, Hernández (12' Valencia)      |
| 10 grudnia 2011, 16:00 Old Trafford 75 627 widzów       | Manchester United | 4 - 1                                                                          | Wolverhampton                                                                             | De Gea, Smalling, Evans, Ferdinand, Evra (67' Fryers), Valencia, Jones, Carrick, Nani (77' Young), Rooney, Welbeck (74' Macheda)           |
| 10 grudnia 2011, 16:00 Old Trafford 75 627 widzów       | 17' Nani 27' Rooney 56' Nani 63' Rooney                                                                                   |                                                                                | Steven Fletcher 47'                                                                       | De Gea, Smalling, Evans, Ferdinand, Evra (67' Fryers), Valencia, Jones, Carrick, Nani (77' Young), Rooney, Welbeck (74' Macheda)           |
| 18 grudnia 2010, 13:00 Loftus Road 18 033 widzów        | Queens Park Rangers | 0 - 2                                                                          | Manchester United                                                                         | De Gea, Smalling, Ferdinand, Evans, Evra, Valencia, Jones, Carrick, Nani (88' Young), Rooney (78' Giggs), Welbeck (63' Hernández)          |
| 18 grudnia 2010, 13:00 Loftus Road 18 033 widzów        | | Rooney 1' Carrick 56'                                                          |                                                                                           | De Gea, Smalling, Ferdinand, Evans, Evra, Valencia, Jones, Carrick, Nani (88' Young), Rooney (78' Giggs), Welbeck (63' Hernández)          |
| 21 grudnia 2011, 21:00 Craven Cottage 25 700 widzów     | Fulham | 0 - 5                                                                          | Manchester United                                                                         | Lindegaard, Smalling, Evans, Jones (20' Young(59' Park)), Evra, Valencia, Carrick, Giggs, Nani, Rooney, Welbeck (76' Berbatov)             |
| 21 grudnia 2011, 21:00 Craven Cottage 25 700 widzów     | | Danny Welbeck 5' Nani 28' Ryan Giggs 43' Wayne Rooney 88' Dimityr Berbatov 90' |                                                                                           | Lindegaard, Smalling, Evans, Jones (20' Young(59' Park)), Evra, Valencia, Carrick, Giggs, Nani, Rooney, Welbeck (76' Berbatov)             |
| 26 grudnia 2011, 16:00 Old Trafford 75 183 widzów       | Manchester United | 5 - 0                                                                          | Wigan Athletic                                                                            | Lindegaard, Valencia, Carrick, Evans (46' Fryers), Evra, Park, Gibson, Giggs (64' Rooney), Nani (64' Macheda), Berbatov, Hernández         |
| 26 grudnia 2011, 16:00 Old Trafford 75 183 widzów       | 8' Park Ji-sung 41' 58' Dimityr Berbatov 75' Antonio Valencia 78'(k.) Dimityr Berbatov                                    |                                                                                |                                                                                           | Lindegaard, Valencia, Carrick, Evans (46' Fryers), Evra, Park, Gibson, Giggs (64' Rooney), Nani (64' Macheda), Berbatov, Hernández         |
| 31 grudnia 2011, 13:45 Old Trafford 75 146 widzów       | Manchester United | 2 - 3                                                                          | Blackburn Rovers                                                                          | De Gea, Valencia, Carrick, Jones, Evra, Nani, Rafael (85' Keane), Park, Welbeck, Hernández (46' Anderson), Berbatov                        |
| 31 grudnia 2011, 13:45 Old Trafford 75 146 widzów       | 52' Dimityr Berbatov 62' Dimityr Berbatov                                                                                 |                                                                                | Yakubu 16' Yakubu 51' Grant Hanley 80'                                                    | De Gea, Valencia, Carrick, Jones, Evra, Nani, Rafael (85' Keane), Park, Welbeck, Hernández (46' Anderson), Berbatov                        |
| 04 stycznia 2012, 21:00 St James’ Park 52 299 widzów    | Newcastle United | 3 - 0                                                                          | Manchester United                                                                         | Lindegaard, Valencia, Jones, Ferdinand, Evra, Nani, Carrick, Giggs, Park (66' Hernández), Rooney (75' Anderson), Berbatov (57' Welbeck)    |
| 04 stycznia 2012, 21:00 St James’ Park 52 299 widzów    | 33' Demba Ba 46' Yohan Cabaye 90'(sam.) Phil Jones                                                                        |                                                                                |                                                                                           | Lindegaard, Valencia, Jones, Ferdinand, Evra, Nani, Carrick, Giggs, Park (66' Hernández), Rooney (75' Anderson), Berbatov (57' Welbeck)    |
| 14 stycznia 2012, 16:00 Old Trafford 75 444 widzów      | Manchester United | 3 - 0                                                                          | Bolton Wanderers                                                                          | Lindegaard, Rafael, Evans, Ferdinand, Evra, Valencia, Carrick, Scholes (69' Giggs), Nani (69' Park), Rooney, Welbeck (78' Hernández)       |
| 14 stycznia 2012, 16:00 Old Trafford 75 444 widzów      | 45+1' Paul Scholes 74' Danny Welbeck 83' Michael Carrick                                                                  |                                                                                |                                                                                           | Lindegaard, Rafael, Evans, Ferdinand, Evra, Valencia, Carrick, Scholes (69' Giggs), Nani (69' Park), Rooney, Welbeck (78' Hernández)       |
| 22 stycznia 2012, 17:00 Emirates Stadium 60 093 widzów  | Arsenal | 1 - 2                                                                          | Manchester United                                                                         | Lindegaard, Jones (17' Rafael (76' Park)), Smalling, Evans, Evra, Valencia, Carrick, Giggs, Nani (75' Scholes), Welbeck, Rooney            |
| 22 stycznia 2012, 17:00 Emirates Stadium 60 093 widzów  | 71' Robin van Persie |                                                                                | Antonio Valencia 45+1' Danny Welbeck 81'                                                  | Lindegaard, Jones (17' Rafael (76' Park)), Smalling, Evans, Evra, Valencia, Carrick, Giggs, Nani (75' Scholes), Welbeck, Rooney            |
| 31 stycznia 2012, 21:00 Old Trafford 74 719 widzów      | Manchester United | 2 - 0                                                                          | Stoke City                                                                                | Amos, Smalling, Ferdinand, Evans, Evra, Valencia, Carrick, Scholes, Park, Berbatov, Hernández (73' Pogba)                                  |
| 31 stycznia 2012, 21:00 Old Trafford 74 719 widzów      | 38'(k.) Javier Hernández 53'(k.) Dimityr Berbatov                                                                         |                                                                                |                                                                                           | Amos, Smalling, Ferdinand, Evans, Evra, Valencia, Carrick, Scholes, Park, Berbatov, Hernández (73' Pogba)                                  |
| 5 lutego 2012, 17:00 Stamford Bridge 41 668 widzów      | Chelsea | 3 - 3                                                                          | Manchester United                                                                         | De Gea, Rafael (64' Scholes), Ferdinand, Evans, Evra, Valencia, Carrick, Giggs, Young (52' Hernández), Rooney, Welbeck (85' Park)          |
| 5 lutego 2012, 17:00 Stamford Bridge 41 668 widzów      | 36'(sam.) Jonny Evans 46' Juan Mata 51' David Luiz                                                                        |                                                                                | Wayne Rooney 58'(k.) Wayne Rooney 70'(k.) Javier Hernández 84'                            | De Gea, Rafael (64' Scholes), Ferdinand, Evans, Evra, Valencia, Carrick, Giggs, Young (52' Hernández), Rooney, Welbeck (85' Park)          |
| 11 lutego 2012, 13:45 Old Trafford 74 844 widzów        | Manchester United | 2 - 1                                                                          | Liverpool                                                                                 | De Gea, Rafael, Ferdinand, Evans, Evra, Valencia, Carrick, Scholes, Giggs, Rooney, Welbeck                                                 |
| 11 lutego 2012, 13:45 Old Trafford 74 844 widzów        | 46' Wayne Rooney 49' Wayne Rooney                                                                                         |                                                                                | Luis Suárez 80'                                                                           | De Gea, Rafael, Ferdinand, Evans, Evra, Valencia, Carrick, Scholes, Giggs, Rooney, Welbeck                                                 |
| 26 lutego 2012, 14:30 Carrow Road 26 811 widzów         | Norwich City | 1 - 2                                                                          | Manchester United                                                                         | De Gea, Jones, Evans, Ferdinand, Evra, Nani, Scholes, Carrick, Giggs (92' Smalling), Welbeck (63' Young), Hernández                        |
| 26 lutego 2012, 14:30 Carrow Road 26 811 widzów         | 83' Grant Holt |                                                                                | Paul Scholes 7' Ryan Giggs 90+1'                                                          | De Gea, Jones, Evans, Ferdinand, Evra, Nani, Scholes, Carrick, Giggs (92' Smalling), Welbeck (63' Young), Hernández                        |
| 04 marca 2012, 17:10 White Hart Lane 36 034 widzów      | Tottenham Hotspur | 1 - 3                                                                          | Manchester United                                                                         | De Gea, Jones, Ferdinand, Evans, Evra, Nani (80' Park), Carrick, Scholes (61' Giggs), Young, Welbeck, Rooney                               |
| 04 marca 2012, 17:10 White Hart Lane 36 034 widzów      | 87' Jermain Defoe |                                                                                | Wayne Rooney 45' Ashley Young 60' Ashley Young 69'                                        | De Gea, Jones, Ferdinand, Evans, Evra, Nani (80' Park), Carrick, Scholes (61' Giggs), Young, Welbeck, Rooney                               |
| 11 marca 2012, 15:00 Old Trafford 75 598 widzów         | Manchester United | 2 - 0                                                                          | West Bromwich Albion                                                                      | De Gea, Jones, Ferdinand, Evans, Evra, Welbeck (77' Cleverley), Carrick, Scholes (73' Pogba), Young, Rooney, Hernández                     |
| 11 marca 2012, 15:00 Old Trafford 75 598 widzów         | 35' Wayne Rooney 72'(k.) Wayne Rooney                                                                                     |                                                                                |                                                                                           | De Gea, Jones, Ferdinand, Evans, Evra, Welbeck (77' Cleverley), Carrick, Scholes (73' Pogba), Young, Rooney, Hernández                     |
| 18 marca 2012, 14:30 Molineux Stadium 27 494 widzów     | Wolverhampton | 0 - 5                                                                          | Manchester United                                                                         | De Gea, Rafael, Ferdinand, Evans (74' Smalling), Evra (63' Fábio), Valencia, Carrick (57' Pogba), Scholes, Welbeck, Rooney, Hernández      |
| 18 marca 2012, 14:30 Molineux Stadium 27 494 widzów     | | Jonny Evans 21' Valencia 43' Danny Welbeck 45' Javier Hernández 56' 61'        |                                                                                           | De Gea, Rafael, Ferdinand, Evans (74' Smalling), Evra (63' Fábio), Valencia, Carrick (57' Pogba), Scholes, Welbeck, Rooney, Hernández      |
| 26 marca 2012, 21:00 Old Trafford 75 570 widzów         | Manchester United | 1 - 0                                                                          | Fulham                                                                                    | De Gea, Rafael, Evans, Ferdinand (74' Smalling), Evra, Valencia, Carrick, Giggs, Young, Rooney (79' Scholes), Welbeck (64' Hernández)      |
| 26 marca 2012, 21:00 Old Trafford 75 570 widzów         | 42' Wayne Rooney |                                                                                |                                                                                           | De Gea, Rafael, Evans, Ferdinand (74' Smalling), Evra, Valencia, Carrick, Giggs, Young, Rooney (79' Scholes), Welbeck (64' Hernández)      |
| 02 kwietnia 2012, 21:00 Ewood Park 26 532 widzów        | Blackburn Rovers | 0 - 2                                                                          | Manchester United                                                                         | De Gea, Rafael, Evans, Ferdinand, Evra, Jones (63' Giggs), Scholes (79' Young), Carrick, Valencia, Hernández (61' Welbeck), Rooney         |
| 02 kwietnia 2012, 21:00 Ewood Park 26 532 widzów        | | Antonio Valencia 81' Ashley Young 85'                                          |                                                                                           | De Gea, Rafael, Evans, Ferdinand, Evra, Jones (63' Giggs), Scholes (79' Young), Carrick, Valencia, Hernández (61' Welbeck), Rooney         |
| 08 kwietnia 2012, 14:30 Old Trafford 75 505 widzów      | Manchester United | 2 - 0                                                                          | Queens Park Rangers                                                                       | De Gea, Rafael (75' Jones), Evans, Ferdinand, Evra, Valencia, Scholes (74' Cleverley), Carrick, Young (62' Giggs), Rooney, Welbeck         |
| 08 kwietnia 2012, 14:30 Old Trafford 75 505 widzów      | 15'(k.) Wayne Rooney 68' Paul Scholes                                                                                     |                                                                                |                                                                                           | De Gea, Rafael (75' Jones), Evans, Ferdinand, Evra, Valencia, Scholes (74' Cleverley), Carrick, Young (62' Giggs), Rooney, Welbeck         |
| 11 kwietnia 2012, 20:45 DW Stadium 18 115 widzów        | Wigan Athletic | 1 - 0                                                                          | Manchester United                                                                         | De Gea, Jones, Evans, Ferdinand, Evra, Valencia, Carrick, Giggs, Young (46' Cleverley), Rooney (65' Nani), Hernández (59' Welbeck)         |
| 11 kwietnia 2012, 20:45 DW Stadium 18 115 widzów        | 50' Shaun Maloney |                                                                                |                                                                                           | De Gea, Jones, Evans, Ferdinand, Evra, Valencia, Carrick, Giggs, Young (46' Cleverley), Rooney (65' Nani), Hernández (59' Welbeck)         |
| 15 kwietnia 2012, 17:00 Old Trafford 75 138 widzów      | Manchester United | 4 - 0                                                                          | Aston Villa                                                                               | De Gea, Rafael, Evans, Ferdinand, Evra, Valencia, Carrick, Scholes (78' Cleverley), Young (61' Nani), Rooney (74' Berbatov), Welbeck       |
| 15 kwietnia 2012, 17:00 Old Trafford 75 138 widzów      | 7'(k.) Wayne Rooney 43' Danny Welbeck 73' Wayne Rooney 93' Nani                                                           |                                                                                |                                                                                           | De Gea, Rafael, Evans, Ferdinand, Evra, Valencia, Carrick, Scholes (78' Cleverley), Young (61' Nani), Rooney (74' Berbatov), Welbeck       |
| 22 kwietnia 2012, 13:30 Old Trafford 75 522 widzów      | Manchester United | 4 - 4                                                                          | Everton                                                                                   | De Gea, Rafael, Evans, Ferdinand, Evra, Valencia (89' Hernández), Carrick, Scholes (86' Jones), Nani, Rooney, Welbeck                      |
| 22 kwietnia 2012, 13:30 Old Trafford 75 522 widzów      | 41' Wayne Rooney 57' Danny Welbeck 60' Nani 69' Wayne Rooney                                                              |                                                                                | Nikica Jelavić 33' Marouane Fellaini 67' Nikica Jelavić 83' Steven Pienaar 85'            | De Gea, Rafael, Evans, Ferdinand, Evra, Valencia (89' Hernández), Carrick, Scholes (86' Jones), Nani, Rooney, Welbeck                      |
| 30 kwietnia 2012, 21:00 Etihad Stadium 47 259 widzów    | Manchester City | 1 - 0                                                                          | Manchester United                                                                         | De Gea, Jones, Smalling, Ferdinand, Evra, Nani (83' Young), Carrick, Scholes (78' Valencia), Giggs, Park (58' Welbeck), Rooney             |
| 30 kwietnia 2012, 21:00 Etihad Stadium 47 259 widzów    | 45+1' Vincent Kompany |                                                                                |                                                                                           | De Gea, Jones, Smalling, Ferdinand, Evra, Nani (83' Young), Carrick, Scholes (78' Valencia), Giggs, Park (58' Welbeck), Rooney             |
| 06 maja 2012, 17:00 Old Trafford 75 496 widzów          | Manchester United | 2 - 0                                                                          | Swansea City                                                                              | De Gea, Jones, Ferdinand (88' Rafael), Smalling, Evra, Valencia, Carrick, Scholes (68' Cleverley), Young, Rooney (79' Berbatov), Hernández |
| 06 maja 2012, 17:00 Old Trafford 75 496 widzów          | 28' Paul Scholes 41′ Ashley Young                                                                                         |                                                                                |                                                                                           | De Gea, Jones, Ferdinand (88' Rafael), Smalling, Evra, Valencia, Carrick, Scholes (68' Cleverley), Young, Rooney (79' Berbatov), Hernández |
| 13 maja 2012, 16:00 Stadium of Light 46 452 widzów      | Sunderland | 0 - 1                                                                          | Manchester United                                                                         | De Gea, Jones, Ferdinand, Evans, Evra, Valencia, Carrick, Scholes, Giggs, Young(82' Nani), Rooney                                          |
| 13 maja 2012, 16:00 Stadium of Light 46 452 widzów      | | Wayne Rooney 20'                                                               |                                                                                           | De Gea, Jones, Ferdinand, Evans, Evra, Valencia, Carrick, Scholes, Giggs, Young(82' Nani), Rooney                                          |

| Kolejka  | 1 | 2 | 3 | 4 | 5 | 6 | 7 | 8 | 9 | 10 | 11 | 12 | 13 | 14 | 15 | 16 | 17 | 18 | 19 | 20 | 21 | 22 | 23 | 24 | 25 | 26 | 27 | 28 | 29 | 30 | 31 | 32 | 33 | 34 | 35 | 36 | 37 | 38 |
| Rezultat | W | W | W | W | W | R | W | R | P | W  | W  | W  | R  | W  | W  | W  | W  | W  | P  | P  | W  | W  | W  | R  | W  | W  | W  | W  | W  | W  | W  | W  | P  | W  | R  | P  | W  | W  |
| Miejsce  | 3 | 2 | 1 | 1 | 1 | 1 | 1 | 2 | 2 | 2  | 2  | 2  | 2  | 2  | 2  | 2  | 2  | 2  | 2  | 2  | 2  | 2  | 2  | 2  | 2  | 2  | 2  | 1  | 1  | 1  | 1  | 1  | 1  | 1  | 1  | 2  | 2  | 2  |

| Poz | Klub              | M  | W  | R | P  | G+ | G- | +/- | Pkt |
| --- | ----------------- | -- | -- | - | -- | -- | -- | --- | --- |
| 1   | Manchester City   | 38 | 28 | 5 | 5  | 93 | 29 | +64 | 89  |
| 2   | Manchester United | 38 | 28 | 5 | 5  | 89 | 33 | +56 | 89  |
| 3   | Arsenal           | 38 | 21 | 7 | 10 | 71 | 47 | +24 | 67  |

### Puchar Anglii
| Szczegóły meczu                                                            | Wynik                                    | Wynik | Wynik                                               | Skład |  |
| -------------------------------------------------------------------------- | ---------------------------------------- | ----- | --------------------------------------------------- | --- |  |
| 08 stycznia 2012, 14:00 City of Manchester Stadium 46 808 widzów, 3. runda | Manchester City                          | 2 - 3 | Manchester United                                   | Lindegaard, Smalling, Jones, Ferdinand, Evra, Valencia, Carrick, Giggs, Nani (60' Scholes), Rooney, Welbeck (74' Anderson) |  |
| 08 stycznia 2012, 14:00 City of Manchester Stadium 46 808 widzów, 3. runda | 48' Aleksandar Kolarov 65' Sergio Agüero |       | Wayne Rooney 10' Danny Welbeck 30' Wayne Rooney 40' | Lindegaard, Smalling, Jones, Ferdinand, Evra, Valencia, Carrick, Giggs, Nani (60' Scholes), Rooney, Welbeck (74' Anderson) |  |
| 28 stycznia 2012, 13:45 Anfield 43 952 widzów, 4. runda                    | Liverpool                                | 2 - 1 | Manchester United                                   | De Gea, Rafael, Smalling, Evans, Evra, Valencia, Carrick, Scholes (76' Hernández), Giggs (90' Berbatov), Park, Welbeck     |  |
| 28 stycznia 2012, 13:45 Anfield 43 952 widzów, 4. runda                    | 20' Daniel Agger 88' Dirk Kuijt          |       | Park Ji-sung 39'                                    | De Gea, Rafael, Smalling, Evans, Evra, Valencia, Carrick, Scholes (76' Hernández), Giggs (90' Berbatov), Park, Welbeck     |  |

### Puchar Ligi
| Szczegóły meczu                                            | Wynik                    | Wynik                                                      | Wynik                               | Skład |
| ---------------------------------------------------------- | ------------------------ | ---------------------------------------------------------- | ----------------------------------- | --- |
| 20 września 2011, 20:45 Elland Road 31 031 widzów          | Leeds United             | 0 - 3                                                      | Manchester United                   | Amos, Valencia, Carrick, Fryers, Fábio, Diouf (70' Welbeck), Giggs (46' Pogba), Park, Macheda (77' Cole), Berbatov, Owen       |
| 20 września 2011, 20:45 Elland Road 31 031 widzów          |                          | Michael Owen 15' Michael Owen 32' Ryan Giggs 45+1'         |                                     | Amos, Valencia, Carrick, Fryers, Fábio, Diouf (70' Welbeck), Giggs (46' Pogba), Park, Macheda (77' Cole), Berbatov, Owen       |
| 25 października 2011, 20:45 Recreation Ground 7 044 widzów | Aldershot Town           | 0 - 3                                                      | Manchester United                   | Amos, Fábio, Vidić, Jones, Fryers (70' Keane), Valencia, Cleverley (60' Pogba), Park, Diouf (70' Morrison), Berbatov, Owen     |
| 25 października 2011, 20:45 Recreation Ground 7 044 widzów |                          | Dimityr Berbatov 15' Michael Owen 41' Antonio Valencia 48' |                                     | Amos, Fábio, Vidić, Jones, Fryers (70' Keane), Valencia, Cleverley (60' Pogba), Park, Diouf (70' Morrison), Berbatov, Owen     |
| 30 listopada 2011, 21:00 Old Trafford 52 624 widzów        | Manchester United        | 1 - 2 po dogrywce                                          | Crystal Palace                      | Amos, Rafael (63' Pogba), Evans, Smalling, Fábio (37' Fryers), Valencia, Gibson, Park, Diouf, Berbatov (46' Morrison), Macheda |
| 30 listopada 2011, 21:00 Old Trafford 52 624 widzów        | 69'(k.) Federico Macheda |                                                            | Darren Ambrose 65' Glenn Murray 98' | Amos, Rafael (63' Pogba), Evans, Smalling, Fábio (37' Fryers), Valencia, Gibson, Park, Diouf, Berbatov (46' Morrison), Macheda |

### Liga Mistrzów
| Szczegóły meczu                                              | Wynik                                                | Wynik                                       | Wynik                                                     | Skład |
| ------------------------------------------------------------ | ---------------------------------------------------- | ------------------------------------------- | --------------------------------------------------------- | --- |
| 14 września 2011, 20:45 Estádio da Luz 59 671 widzów         | SL Benfica                                           | 1 - 1                                       | Manchester United                                         | Lindegaard, Fábio (78' Jones), Evans, Smalling, Evra, Carrick, Giggs, Fletcher (69' Nani), Valencia (69' Hernández), Rooney, Park      |
| 14 września 2011, 20:45 Estádio da Luz 59 671 widzów         | 24' Óscar Cardozo                                    |                                             | Ryan Giggs 42'                                            | Lindegaard, Fábio (78' Jones), Evans, Smalling, Evra, Carrick, Giggs, Fletcher (69' Nani), Valencia (69' Hernández), Rooney, Park      |
| 27 września 2011, 20:45 Old Trafford 73 115 widzów           | Manchester United                                    | 3 - 3                                       | FC Basel                                                  | De Gea, Fábio (69' Nani), Ferdinand, Jones, Evra, Valencia, Carrick, Anderson (82' Berbatov), Young, Giggs (61' Park), Welbeck)        |
| 27 września 2011, 20:45 Old Trafford 73 115 widzów           | 16' Danny Welbeck 17' Danny Welbeck 90' Ashley Young |                                             | Fabian Frei 58' Alexander Frei 60' Alexander Frei 76'(k.) | De Gea, Fábio (69' Nani), Ferdinand, Jones, Evra, Valencia, Carrick, Anderson (82' Berbatov), Young, Giggs (61' Park), Welbeck)        |
| 18 października 2011, 20:45 Stadionul Național 28 047 widzów | Oțelul Galați                                        | 0 - 2                                       | Manchester United                                         | Lindegaard, Fábio (76' Jones), Smalling, Vidić, Evra, Valencia (71' Evans), Anderson, Carrick, Nani, Rooney, Hernández                 |
| 18 października 2011, 20:45 Stadionul Național 28 047 widzów |                                                      | Wayne Rooney 63'(k.) Wayne Rooney 90+1'(k.) |                                                           | Lindegaard, Fábio (76' Jones), Smalling, Vidić, Evra, Valencia (71' Evans), Anderson, Carrick, Nani, Rooney, Hernández                 |
| 02 listopada 2011, 20:45 Old Trafford 74 847 widzów          | Manchester United                                    | 2 - 0                                       | Oțelul Galați                                             | De Gea, Jones, Ferdinand, Jonny Evans (89' Fryers), Fábio, Valencia, Rooney, Anderson (79' Park), Nani, Berbatov, Owen (10' Hernández) |
| 02 listopada 2011, 20:45 Old Trafford 74 847 widzów          | 8' Antonio Valencia 87'(sam.) Cristian Sârghi        |                                             |                                                           | De Gea, Jones, Ferdinand, Jonny Evans (89' Fryers), Fábio, Valencia, Rooney, Anderson (79' Park), Nani, Berbatov, Owen (10' Hernández) |
| 22 listopada 2011, 20:45 Old Trafford 74 853 widzów          | Manchester United                                    | 2 - 2                                       | SL Benfica                                                | De Gea, Fábio (82' Smalling), Jones, Ferdinand, Evra, Valencia (80' Hernández), Fletcher, Carrick, Nani, Young, Berbatov               |
| 22 listopada 2011, 20:45 Old Trafford 74 853 widzów          | 30' Dimityr Berbatov 59' Darren Fletcher             |                                             | Phil Jones 3'(sam.) Pablo Aimar 61'                       | De Gea, Fábio (82' Smalling), Jones, Ferdinand, Evra, Valencia (80' Hernández), Fletcher, Carrick, Nani, Young, Berbatov               |
| 07 grudnia 2011, 20:45 St. Jakob-Park 36 894 widzów          | FC Basel                                             | 2 - 1                                       | Manchester United                                         | De Gea, Smalling, Vidić (44' Evans, Ferdinand, Evra, Nani, Giggs, Jones, Young (64' Welbeck), Park (82' Macheda), Rooney               |
| 07 grudnia 2011, 20:45 St. Jakob-Park 36 894 widzów          | 9' Marco Streller 84' Alexander Frei                 |                                             | Phil Jones 89'                                            | De Gea, Smalling, Vidić (44' Evans, Ferdinand, Evra, Nani, Giggs, Jones, Young (64' Welbeck), Park (82' Macheda), Rooney               |

| Drużyna           | M | W | R | P | G+ | G- | +/- | Pkt |
| ----------------- | - | - | - | - | -- | -- | --- | --- |
| Benfica           | 6 | 3 | 3 | 0 | 8  | 4  | +4  | 12  |
| FC Basel          | 6 | 3 | 2 | 1 | 11 | 10 | +1  | 11  |
| Manchester United | 6 | 2 | 3 | 1 | 11 | 8  | +3  | 9   |
| Oțelul Galați     | 6 | 0 | 0 | 6 | 3  | 22 | –19 | 0   |

### Liga Europejska
| Szczegóły meczu                                                                | Wynik                                     | Wynik                                 | Wynik                                                      | Skład |
| ------------------------------------------------------------------------------ | ----------------------------------------- | ------------------------------------- | ---------------------------------------------------------- | --- |
| 16 lutego 2012, 19:00 Amsterdam ArenA 1/16 finału, pierwszy mecz 48 866 widzów | AFC Ajax                                  | 0 - 2                                 | Manchester United                                          | De Gea, Jones, Ferdinand, Evans, Fábio, Nani (86' Welbeck), Carrick, Cleverley (61' Scholes), Young (76' Valencia), Rooney, Hernández |
| 16 lutego 2012, 19:00 Amsterdam ArenA 1/16 finału, pierwszy mecz 48 866 widzów |                                           | Ashley Young 58' Javier Hernández 84' |                                                            | De Gea, Jones, Ferdinand, Evans, Fábio, Nani (86' Welbeck), Carrick, Cleverley (61' Scholes), Young (76' Valencia), Rooney, Hernández |
| 23 lutego 2012, 21:05 Old Trafford 1/16 finału, drugi mecz 67 328 widzów       | Manchester United                         | 1 - 2                                 | AFC Ajax                                                   | De Gea, Rafael, Jones, Smalling, Fábio, Nani, Park, Cleverley (61' Scholes), Young (61' Evans), Berbatow (71' Welbeck), Hernández     |
| 23 lutego 2012, 21:05 Old Trafford 1/16 finału, drugi mecz 67 328 widzów       | Javier Hernández 5'                       |                                       | 37' Araz Özbiliz 86' Toby Alderweireld                     | De Gea, Rafael, Jones, Smalling, Fábio, Nani, Park, Cleverley (61' Scholes), Young (61' Evans), Berbatow (71' Welbeck), Hernández     |
| 08 marca 2012, 21:05 Old Trafford 1/8 finału, pierwszy mecz 59 265 widzów      | Manchester United                         | 2 - 3                                 | Athletic Bilbao                                            | De Gea, Rafael, Smalling (55' Carrick), Evra, Park (62' Anderson), Jones, Giggs (76' Nani), Young, Rooney, Hernández                  |
| 08 marca 2012, 21:05 Old Trafford 1/8 finału, pierwszy mecz 59 265 widzów      | Wayne Rooney 22' Wayne Rooney 91'k.       |                                       | 44' Fernando Llorente 72' Óscar de Marcos 90' Iker Muniain | De Gea, Rafael, Smalling (55' Carrick), Evra, Park (62' Anderson), Jones, Giggs (76' Nani), Young, Rooney, Hernández                  |
| 15 marca 2012, 19:00 San Mamés 1/8 finału, drugi mecz 36 958 widzów            | Athletic Bilbao                           | 2 - 1                                 | Manchester United                                          | De Gea, Rafael, Ferdinand (63' Smalling, Evans, Evra, Park, Cleverley, Carrick (63' Pogba), Giggs (67' Welbeck), Young, Rooney        |
| 15 marca 2012, 19:00 San Mamés 1/8 finału, drugi mecz 36 958 widzów            | Fernando Llorente 23' Óscar de Marcos 65' |                                       | 80' Wayne Rooney                                           | De Gea, Rafael, Ferdinand (63' Smalling, Evans, Evra, Park, Cleverley, Carrick (63' Pogba), Giggs (67' Welbeck), Young, Rooney        |

## Transfery
Przyszli
| Data       | Piłkarz         | Pozycja  | Klub               |
| ---------- | --------------- | -------- | ------------------ |
| 01/07/2011 | Phil Jones      | Obrońca  | Blackburn Rovers   |
| 01/07/2011 | Ashley Young    | Pomocnik | Aston Villa        |
| 01/07/2011 | David de Gea    | Bramkarz | Atlético Madrid    |
| 08/01/2012 | Paul Scholes    | Pomocnik | powrót z emerytury |
| 31/01/2012 | Frédéric Veseli | Obrońca  | Manchester City    |

Odeszli
| Data       | Piłkarz           | Pozycja   | Klub                |
| ---------- | ----------------- | --------- | ------------------- |
| 28/05/2011 | Edwin van der Sar | Bramkarz  | zakończenie kariery |
| 31/05/2011 | Paul Scholes      | Pomocnik  | zakończnie kariery  |
| 01/07/2011 | Owen Hargreaves   | Pomocnik  | Manchester City     |
| 05/07/2011 | Nicky Ajose       | Napastnik | Peterborough United |
| 07/07/2011 | Wes Brown         | Obrońca   | Sunderland          |
| 07/07/2011 | John O’Shea       | Obrońca   | Sunderland          |
| 09/08/2011 | Gabriel Obertan   | Napastnik | Newcastle United    |
| 13/01/2012 | Darron Gibson     | Pomocnik  | Everton             |
| 20/01/2012 | Danny Drinkwater  | Pomocnik  | Leicester City      |
| 28/01/2012 | Mame Biram Diouf  | Napastnik | Hannover 96         |
| 31/01/2012 | Ravel Morrison    | Pomocnik  | West Ham United     |